# Сенсбергс, Карлис
Карлис Сенсбергс или Карл Сенсберг или Шенберг (латыш. Karlis Sensbergs; Šēnbergs, 1925/1926, Латвия — май 1945, Берлин) — унтершарфюрер Латышского добровольческого легиона СС. Кавалер Рыцарского креста Железного креста.
Служил в 19-й пехотной дивизии СС (2-я латышская) или, по другим данным — в 15-й пехотной дивизии СС (1-я латышская).
Рыцарским крестом Железного креста был награждён за сражения в Берлине в мае 1945 года[уточнить]. Как погиб неизвестно.
Его выдвижение на награждение Рыцарским крестом было получено по телетайпу 5 апреля 1945 года и отправлено для дальнейшей обработки, но картотека Управления штаба армии не сохранилась к концу войны. 20 июля 2004 года сотрудники Национального архива Германии заявили, что невозможно проверить, получил ли Сенбергс Рыцарский крест. Орденская комиссия Ассоциации кавалеров Рыцарского креста (АККР) рассмотрев это дело в 1981 году и постановила: «Рыцарский крест да, 9 мая 1945 года».
В связи с различными трактовками о том, является ли он кавалером ордена, в некоторых справочниках Сенгбергс не указывается в качестве кавалера Железного креста (например, в Arturs Silgailis — Latviešu leg̓ions, 1961).

То, что было написано в томе 11 книги «Латышский солдат во время Второй мировой войны» на основе первых немецких книг о кавалерах Рыцарского креста, в которых упоминается, что Карл от 19.дивизии, но в другом месте, что с 15.дивизии и был в Берлине. Если просмотреть все, что описано о латышских подразделениях в Берлине в окружении — нигде не отображается имя Šenbergs или Senbergs. Сама фамилия Sensbergs не встречается в Латвии, но Šenbergs, и эту фамилию немцы писали в своих изданиях, как Senbergs. Думать, что фамилия написана неправильно, наталкивает ещё и то, что в немецкой газете «Deutsche Zeitung im Ostland» есть статья, которая упоминает Карла Senbergu, как в 19.дивизии — 19-летний старший капрал, который проявил смелость. В той же статье упоминается также Андрей Фрейманис, который получил Рыцарский крест только на несколько дней раньше, чем Sensbergs/Senbergs/Šenbergs.
Оригинальный текст (лит.)Tas, kas tika rakstīts grāmatas "Latviešu karavīrs Otrā pasaules kara laikā" 11. sējumā, ir balstīts uz pirmajām vāciešu grāmatām par Bruņinieka krusta kavalieriem, kurās pieminēts, ka Kārlis ir no 19.divīzijas trauksmes rotas, bet citur, ka no 15.divīzijas trauksmes rotas un bijis Berlīnē.  Ja izlasām visu, kas aprakstīts par latviešu vienībām Berlīnes ielenkumā, nekur neparādās vārds Šenbergs vai Senbergs.  Pats uzvārds Sensbergs nav sastopams Latvijā, taču ir Šenbergs, un šo uzvārdu vācieši rakstīja savos izdevumos kā Senbergs. Domāt, ka uzvārds ir uzrakstīts nepareizi, vedina vēl arī tas, ka vācu laikrakstā "Deutsche Zeitung im Ostland" ir raksts, kas piemin Kārli Senbergu kā 19.divīzijas trauksmes rotas 19 gadus vecu kaprāli, kas izcēlies ar drošsirdību. Tanī pašā rakstā ir pieminēts arī Andrejs Freimanis, kas saņēma Bruņinieka krustu tikai dažas dienas agrāk nekā Sensbergs/Senbergs/Šenbergs. 
— Udo I. Sietinš - Par zemi, ko mīlam: latviešu dzelzskrustnieki. - LDKS, 2005